# Snežana
Snežana (kyrillisch Снeжaнa; serb.-ekav., slowen., mazedon.) / Снeжaнa (in dt. Transkription Sneschana; russ., bulgar.) / Snježana (kyrill. Сњeжaнa; kroat., bosn., serb.-jekav.) / Сніжана (in dt. Transkription Snischana; ukr.) / Сняжана (in dt. Transkription Snjaschana; beloru.) ist ein slawischer weiblicher Vorname.

## Herkunft
Der Name bedeutet Schneewittchen im Slawischen, und im Russischen bedeutet er Schneeflocke. Koseformen sind tschechisch Sněžka, polnisch Śnieżka. Der Name war 2011 auf Platz 5 der beliebtesten weiblichen Vornamen in Mazedonien. In der Dekade von 1960 bis 1970 war Snežana der am häufigsten vergebene Mädchenname in Serbien.

## Bekannte Personen
- Snežana Berić, serbische Sängerin
- Snežana Pajkić, jugoslawische Leichtathletin
- Snježana Pejčić, kroatische Sportschützin
- Snežana Malešević, slowenische Fußballnationalspielerin
- Snežana Mišković und Snežana Stamenković, Mitglieder der jugoslawischen Popgruppe Aska